# Lepas indica
Lepas indica is een eendenmosselensoort uit de familie van de Lepadidae. De wetenschappelijke naam van de soort is voor het eerst geldig gepubliceerd in 1909 door Annandale.